# Psilotreta chinensis
Psilotreta chinensis là một loài Trichoptera trong họ Odontoceridae. Chúng phân bố ở miền Ấn Độ - Mã Lai.